# Rödeby
Rödeby er en by i Karlskrona kommune i Blekinge län i Sverige med  3.473 (2023) indbyggere. Rödeby ligger cirka 12 kilometer nord for Karlskrona og er den næststørste by i kommunen.
I Rödeby ligger en af Sveriges største grundskoler, Rödebyskolan, med lidt over 1000 elever. I tilknytning til Rödebyskolan er der tennisbaner, svømmehal og udendørsbassin. 
I byen ligger også et af kommunens tre vandtårne som er i brug. I Rödeby er der plejehjem og servicehus for ældre. Der er også lægehus med tandlæge og apotek.